# Пиеро ди Козимо
Пиеро ди Козимо (на италиански: Piero di Cosimo) е италиански художник от флорентинската школа от периода на късното куатроченто. Той оказва значително влияние върху развитието на живописта на Ренесанса, а сред преките му ученици са Бартоломео дела Порта и Андреа дел Сарто.

## Творчество
Пиеро ди Козимо е роден през 1462 в семейството на флорентински златар. Той учи при художника Козимо Росели, на когото помага при рисуването на стенописи в Сикстинската капела в Рим през 1481.
Той е повлиян и от северния натурализъм, най-вече от Хюго ван дер Гус, затова заимства живописната техника от нидерландските майстори.
Известен е с дизайна на пищни шествия и процесии, провеждани във Флоренция. С необичайна точност изобразява света на растенията и животните.
Пиеро ди Козимо е автор на множество портрети, както и на характерните за Ренесанса картини с митологични сюжети, в която проявява забележителна фантазия. Под влияние на теориите на Витрувий за еволюцията на човека, в много от тях присъстват причудливи хибриди между хора и животни.
Художникът рядко присъства в официалното общество и не е свързан с двора на Медичите, но често изпълнява индивидуални поръчки.
Успява да разкрие своя талант едва в късното си творчество под влияние на Леонардо, фра Бартоломео и младия Рафаел.
В последните години от живота си, вероятно под влиянието на Савонарола, Пиеро ди Козимо се насочва към по-религиозна тематика.

## Творби
- От мита за Прометей, около 1487 – 1489, Старата Пинакотека, Мюнхен
- Мария с дете и гълъб, Лувър, Париж
- Венера, Марс и Амур, около 1505, Държавна художествена галерия, Берлин
- Мария с дете и младия Йоан, Страсбург
- Освобождаването на Андромеда,
- Портрет на Симонета Веспучи, Музеят Конде, Chantilly

## Митологични, религиозни творби и портрети
- Портрет на Симонета Веспучи, масло върху дървен панел, 1480, 57 x 42;cm, Музей Конде, Франция,
- Венера, Марс и Купидон 1505 Берлинска картинна галерия
- 'Св. Антоний с прасе на фона, 1480, Национална галерия за изкуство, Вашингтон, D.C., USA
- Смъртта на Прокрида, Лондонска национална галерия

- Портрет на неизвестна жена
- Портрет на жена, облечена като Магдалина. начало XVI в. Национална галерия Барберини, Рим
- Портрет на млад мъж
- Освобождаването на Андромеда
Уфици, Флоренция

### Диптих от Амстердам
Неговата отличителна черта е фантастичността на замисъла, но неговият портретен диптих от Амстердам (ок. 1495), говори за способността му да портретира от натура. Той изобразява зад еднакви рамки, догръдно, в близък план архитекта Джулиано да Сангало и неговия баща Франческо Джамберти (отдавна починал). И двата портрета са снабдени с атрибути – пергел пред архитекта и лист с ноти пред баща му. Двете лица се отличават с „веризъм“, заради което те даже се приписват на нидерландеца Лука Лайденски. Сякаш „по-северно“ са изписани и пейзажите на задния план. Тази реалистичност, безусловно, е подсказана от майстора на „Олтара на Портинари“, Хюго ван дер Гус.
|  | Тази страница частично или изцяло представлява превод на страницата Piero di Cosimo в Уикипедия на английски. Оригиналният текст, както и този превод, са защитени от Лиценза „Криейтив Комънс – Признание – Споделяне на споделеното“, а за съдържание, създадено преди юни 2009 година – от Лиценза за свободна документация на ГНУ. Прегледайте историята на редакциите на оригиналната страница, както и на преводната страница, за да видите списъка на съавторите. ВАЖНО: Този шаблон се отнася единствено до авторските права върху съдържанието на статията. Добавянето му не отменя изискването да се посочват конкретни източници на твърденията, които да бъдат благонадеждни. |